# CryEngine
CryEngine (nazwa zapisywana jako CryENGINE) – silnik gry, rozwijany przez niemieckiego producenta gier, firmę Crytek. Powstał jako demo technologiczne GeForce 3 od Nvidii. Ubisoft posiada zmodyfikowaną wersję CryEngine z gry Far Cry, nazwaną Dunia Engine, która jest wykorzystywana w serii Far Cry.

## Wersje silnika

### CryEngine 1
Pierwsza wersja silnika zadebiutowała w 2004 roku, wraz z grą Far Cry. Początkowo CryEngine powstawał jako demo technologiczne dla Nvidii. Później pojawiła się wersja 1.2, która dodawała obsługę jednostek shader w wersji 3.0. Z kolei w wersji 1.3 wprowadzono efekt HDR.

### CryEngine 2
W 2007 roku pojawiła się kolejna odsłona silnika. Silnik został wykorzystany m.in. w grze Crysis oraz w dodatku do niego – Crysis Warhead. Druga wersja silnika wspierała bibliotekę DirectX 10.

### CryEngine 3
Kolejna wersja została wydana w 2010 roku wraz z grą Crysis 2. Podczas konferencji Game Developers Conference w 2014 roku szef studia Crytek zapowiedział wsparcie dla technologii AMD Mantle.

### CryEngine
21 stycznia 2013, Crytek ogłosiło, że następny CryEngine nie będzie posiadać numeru wersji. Jednakże SDK silnika nadal używa numerów wersji. Dodano wsparcie dla komputerów z systemem Linux oraz konsol PlayStation 4, Xbox One oraz Wii U.

### CryEngine V
Podczas GDC 2016, Crytek przedstawiło kolejną wersję silnika nazwaną „CryEngine V”. Wprowadzono obsługę DirectX 12 i rzeczywistości wirtualnej. Zmieniono również licencje na „Pay What You Want” oraz udostępniono kod źródłowy.

## Gry wykorzystujące silnik CryEngine
CryEngine 1
| Rok  | Tytuł                        | Producent | Wydawca | Platformy |
| ---- | ---------------------------- | --------- | ------- | --------- |
| 2004 | Far Cry                      | Crytek    | Ubisoft | Windows   |
| 2005 | Far Cry Instincts            | Ubisoft   | Ubisoft | Xbox      |
| 2006 | Far Cry Instincts: Evolution | Ubisoft   | Ubisoft | Xbox      |
| 2006 | Far Cry Instincts: Predator  | Ubisoft   | Ubisoft | Xbox 360  |
| 2006 | Far Cry: Vengeance           | Ubisoft   | Ubisoft | Wii       |
| 2008 | Aion: The Tower of Eternity  | NCsoft    | NCsoft  | Windows   |

CryEngine 2
| Rok         | Tytuł                 | Producent           | Wydawca             | Platformy |
| ----------- | --------------------- | ------------------- | ------------------- | --------- |
| 2007        | Crysis                | Crytek              | Electronic Arts     | Windows   |
| 2008        | Crysis Warhead        | Crytek              | Electronic Arts     | Windows   |
| 2008        | Vigilance             | Harrington Group    | Harrington Group    | Windows   |
| 2009 (beta) | Blue Mars             | Avatar Reality      | Avatar Reality      | Windows   |
| 2009        | Entropia Universe     | MindArk             | MindArk             | Windows   |
| 2009        | Merchants of Brooklyn | Paleo Entertainment | Paleo Entertainment | Windows   |

CryEngine 3
| Rok                            | Tytuł                   | Producent        | Wydawca                 | Platformy                        |
| ------------------------------ | ----------------------- | ---------------- | ----------------------- | -------------------------------- |
| 2011                           | Crysis                  | Crytek           | Electronic Arts         | PlayStation 3, Xbox 360          |
| 2011                           | Crysis 2                | Crytek           | Electronic Arts         | Windows, PlayStation 3, Xbox 360 |
| 2013                           | ArcheAge                | XL Games         | XL Games                | Windows                          |
| 2013                           | Crysis 3                | Crytek           | Electronic Arts         | Windows, PlayStation 3, Xbox 360 |
| 2013                           | Sniper: Ghost Warrior 2 | City Interactive | City Interactive        | Windows, PlayStation 3, Xbox 360 |
| 2013                           | State of Decay          | Undead Labs      | Microsoft Studios       | Windows, Xbox 360                |
| 2013 (Windows) 2014 (Xbox 360) | Warface                 | Crytek           | Crytek Tencent Holdings | Windows, Xbox 360                |
| 2014                           | Enemy Front             | CI Games         | Bandai Namco Games      | Windows, PlayStation 3, Xbox 360 |
| 2017                           | Sniper: Ghost Warrior 3 | City Interactive | City Interactive        | Windows, PlayStation 4, Xbox One |

CryEngine (4th Generation)
| Rok                  | Tytuł                           | Producent           | Wydawca                     | Platformy                                                       |
| -------------------- | ------------------------------- | ------------------- | --------------------------- | --------------------------------------------------------------- |
| 2013                 | Ryse: Son of Rome               | Crytek              | Microsoft Studios           | Windows, Xbox One                                               |
| 2015                 | Everybody’s Gone to the Rapture | The Chinese Room    | Sony Computer Entertainment | PlayStation 4                                                   |
| 2015                 | Evolve                          | Turtle Rock Studios | 2K Games                    | Windows, PlayStation 4, Xbox One                                |
| 2016                 | Homefront: The Revolution       | Deep Silver         | Deep Silver                 | Windows, OS X, Linux, PlayStation 4, Xbox One                   |
| 2016 (PS4) 2017 (PC) | Robinson: The Journey           | Crytek              | Crytek                      | Windows (HTC Vive, Oculus Rift), PlayStation 4 (PlayStation VR) |
| 2016                 | The Climb                       | Crytek              | Crytek                      | Windows (HTC Vive, Oculus Rift)                                 |
| 2016                 | Investigator                    | AdroVGames          | AdroVGames                  | Windows                                                         |
| 2017                 | Prey                            | Arkane Studios      | Bethesda Softworks          | Windows, PlayStation 4, Xbox One                                |
| 2018                 | Kingdom Come: Deliverance       | Warhorse Studios    | Warhorse Studios            | Windows, OS X, Linux, PlayStation 4, Xbox One                   |

CRYENGINE V
| Rok  | Tytuł              | Producent   | Wydawca     | Platformy         |
| ---- | ------------------ | ----------- | ----------- | ----------------- |
| 2018 | Hunt: Showdown     | Crytek      | Crytek      | Windows, Xbox One |
| 2018 | ShadowSide         | AdroVGames  | AdroVGames  | Windows           |
| TBD  | The Good Nightmare | D3VInZitsaN | D3VInZitsaN | Windows           |
| TBD  | Last Minute        | ONG Studio  | ONG Studio  | Windows           |